# Netumbo Nandi-Ndaitwah
Ndemupelila Netumbo Nandi-Ndaitwah (Onamutai, 29 de outubro de 1952) é uma diplomata e política namibiana que atualmente serve como a primeira mulher presidente de seu país desde março de 2025.
Após vencer a eleição presidencial de 3 de dezembro, Nandi-Ndaitwah tornou-se a primeira mulher a governar o país como Presidente da Namíbia, sendo paralelamente a quinta pessoa a ocupar o cargo na história do país. Ela também foi a primeira candidata presidencial feminina da Organização do Povo do Sudoeste Africano (SWAPO) para a eleição geral da Namíbia de 2024. Em 2017, Nandi-Ndaitwah foi eleita vice-presidente da SWAPO, a primeira mulher a ocupar esse cargo. Em 2024, ganhou as eleições para presidente na Namíbia, e vai ganhar posse em 21 de março de 2025.

## Vida pessoal
Netumbo Nandi-Ndaitwah é casada com Epaphras Denga Ndaitwah.